# Lancia Thesis
El Lancia Thesis (Tipo 841) es un automóvil de tamaño completo producido por el fabricante italiano Lancia entre 2001 y 2009. 
Estaba disponible con motores atmosféricos y turboalimentados de entre 2.0 y 3.2 litros, tanto en configuración de 5 cilindros en línea como de 6 cilindros en V. Su diseño se basó en el prototipo Lancia Dialogos, presentado en 1998. El automóvil de producción se estrenó en el Salón del Automóvil de Ginebra de 2001 y su interior se exhibió por primera vez en el Salón del Automóvil de Fráncfort de ese mismo año. Las ventas comenzaron en junio de 2002 en Italia, y poco después se exportaron a los mercados.
Es uno de los buques insignia de la Presidencia de la República Italiana.

## Historia

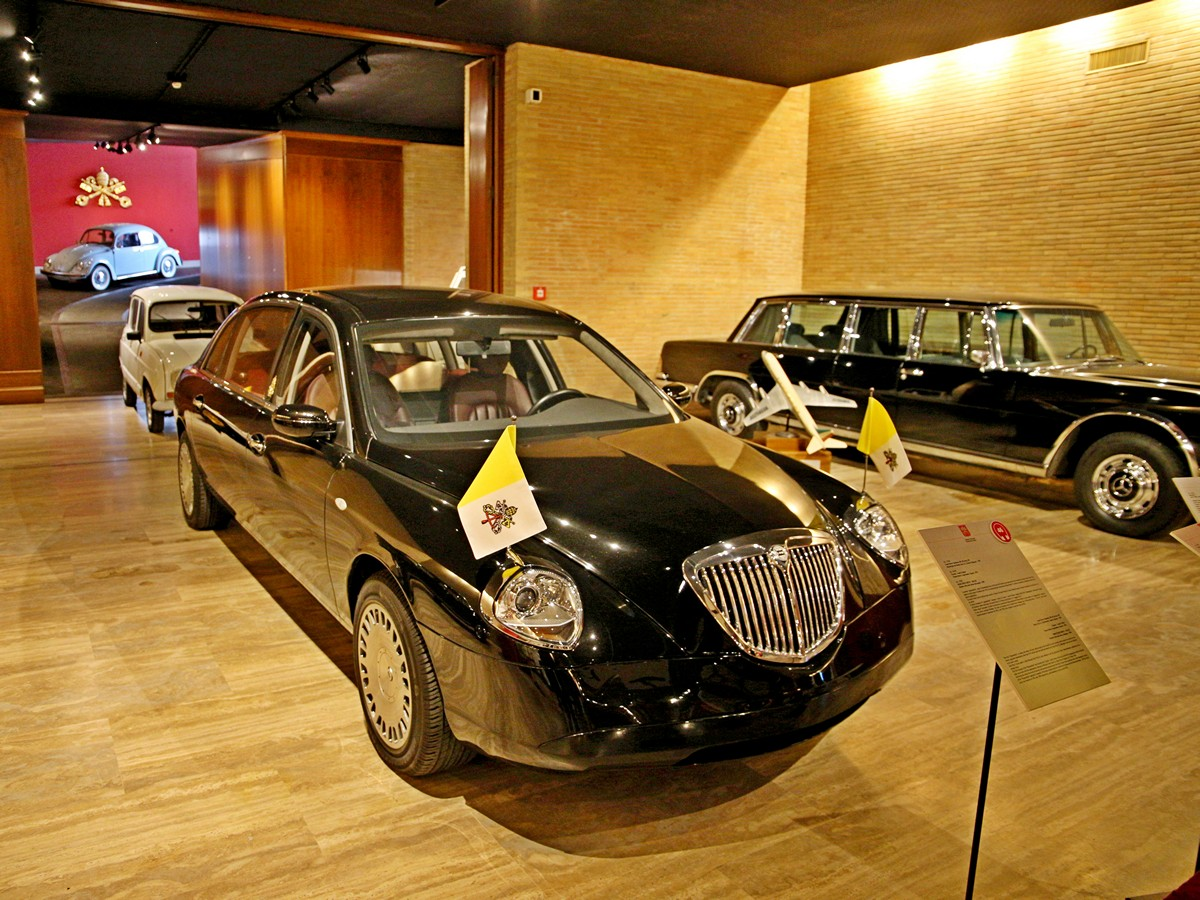
Lancia Giubileo

El Thesis nació como sucesor del anterior K, un sedán desafortunado que, a pesar de estar bien equipado, no logró integrar plenamente el legado del histórico Thema. De hecho, el K fue acusado desde el principio de poseer un estilo poco moderno y un interior poco refinado para los estándares de Lancia; esto provocó una crisis de imagen para el fabricante turinés, que a su vez provocó una grave caída de las ventas en el mercado europeo. El Thesis, por lo tanto, se enfrentó a la difícil tarea de reposicionar la marca y, al mismo tiempo, revolucionar el concepto de buque insignia, orientándolo hacia un estilo clásico pero futurista para atraer a los entusiastas. Otro gran reto para el modelo fue traer la marca Lancia de vuelta a los mercados anglosajones, donde había estado ausente desde principios de la década de 1990.
El Thesis nació del Proyecto 841 en 1997 y fue discutida varias veces tanto por la alta dirección como por el propio diseñador jefe Mike Robinson.
En ese período, de hecho, en el Centro Stile de Mirafiori se presentaron tres concept car: Tikal, Agorà y Arca, de los cuales sólo uno fue elegido por el personal mediante una encuesta interna de la empresa para su posterior desarrollo e industrialización.
El victorioso Agorà se sometió a una renovación estética, tras ser inicialmente un gran modelo biplaza inspirado en los primeros sedanes producidos por la compañía en la década de 1930. Posteriormente, pasó a llamarse Lancia Dialogos, el prototipo casi definitivo de un sedán de tres plazas con puertas traseras y tecnología avanzada. El Dialogos fue muy apreciado por los ejecutivos del Grupo Fiat, y en el año 2000 también se desarrolló una versión para Juan Pablo II, denominada Giubileo.
El primer prototipo del Thesis, llamado Giubileo, Se utilizó en el Gran Jubileo, presentado al Papa Juan Pablo II, con el diseño de la versión de producción, pero modificado como landaulet. El diseñador jefe de Lancia comentó sobre el diseño: «La gente buscará excusas para no comprar este coche. Por eso, queríamos asegurarnos de no darles nada que les enganchara». Con ese fin, el coche se diseñó para competir con el Audi A6 y el Mercedes-Benz Clase E. Por ello, contaba con características más lujosas y avances tecnológicos.
Estéticamente, la carrocería, de 4,89 metros de largo, fue diseñada por Robinson siguiendo numerosas referencias a la antigua producción de Lancia, como las berlinas Aurelia y Flaminia de los años 50 y 60. El frontal se caracteriza por la imponente parrilla que culmina en el capó, con los grupos ópticos en relieve sobre los guardabarros; los faros, con forma de diamante, presentan bordes cromados, mientras que en la parte inferior se encuentra el lavafaros de forma triangular, completamente cromado.
Las versiones más equipadas incorporan sensores de aparcamiento integrados en el parachoques delantero. El lateral presenta pasos de rueda ligeramente elevados, y su estética se ve realzada por los numerosos detalles cromados en los marcos de las ventanillas, las manillas de las puertas y la nervadura inferior de los paneles laterales. Las propias manillas incorporan botones en su interior para la apertura suave de las cerraduras eléctricas, una solución también adoptada en el Maserati Quattroporte V. El portón trasero, corto y alto, presenta grupos ópticos muy finos con tecnología LED; la tapa del maletero incorpora un hueco para la matrícula con marcos cromados y luces de marcha atrás integradas. El maletero tiene una capacidad de 400 litros.

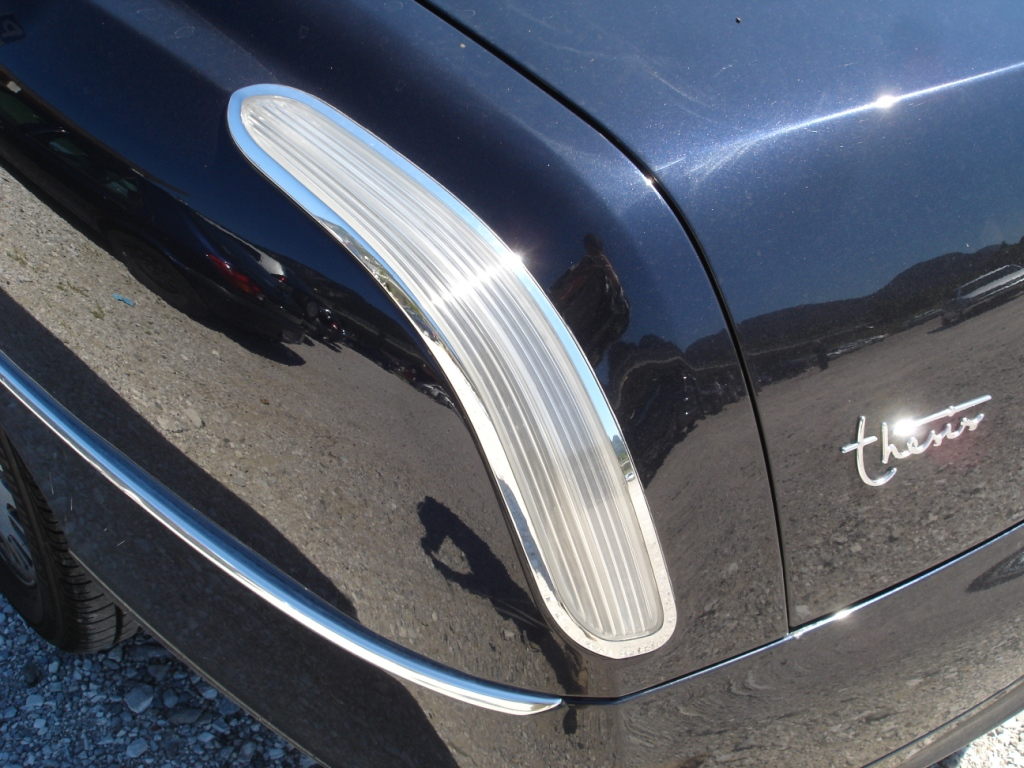
Detalle de la luz trasera LED

El interior marca un claro avance respecto al K, tanto en calidad como en diseño;el diseño del salpicadero es menos elaborado y más tradicional, incluso en la disposición de los controles. En la parte central se encuentra la pantalla del sistema multimedia, que, mediante pago, también ofrece el sistema de navegación por satélite Connect, teléfono GSM y televisión; en la parte inferior hay un compartimento que oculta la entrada para el casete de audio, el CD, la radio o el navegador, y la posible entrada para una tarjeta GSM; el climatizador es totalmente automático con dos o, opcionalmente, tres zonas, con mandos traseros y altavoces. El cuadro de instrumentos consta de cuatro indicadores de aguja redonda, además de la pantalla del ordenador de a bordo, e incluye también un indicador analógico de consumo de combustible instantáneo. El pomo de la palanca de cambios está tapizado en cuero y madera, y junto a él se encuentran un portavasos refrigerado, los mandos de tracción y el freno de mano eléctrico. El cambiador de seis CD se encuentra en la guantera de apertura eléctrica. El volante está forrado en cuero e incorpora los mandos de la radio y, de serie, el teléfono. Otra característica es la persiana trasera, de accionamiento eléctrico mediante controles ubicados en el reposabrazos trasero y junto a la palanca de cambios. Gran parte del salpicadero y las puertas están tapizadas en caoba de poro abierto, magnesio y cuero. Las opciones de tapicería incluyen cuero, cuero Poltrona Frau Nappa, Alcantara y tela "Panno Lancia" (tela Lancia) inspirada en la lana. Los reposacabezas tienen forma de silla de montar o de concha. Los asientos delanteros se adaptan a la silueta mediante cojines de aire y son ajustables eléctricamente, al igual que el volante. El sistema de audio en los modelos tope de gama es un sistema de sonido Bose Hi-Fi con cargador, ocho altavoces y 300 W de potencia. También está disponible un techo solar eléctrico con paneles solares con un coste adicional.
Para atraer compradores, el precio del Thesis fue un 15 % inferior al de la competencia. En opinión del escritor de motor Paul Horrell, de la revista británica Car, la forma fue «controvertida, pero sin duda recrea una auténtica alternativa italiana al enfoque serio» de la competencia. Añadió: «Fíjense en ese frontal extravagante, como una hilera de dunas de arena cromadas. La silueta es robusta y luce detalles reveladores de faros bixenón y luces traseras multiLED: un coche con un interior confortable y elegante, como quienes lo conducirán».
Respecto al interior, Horrell añadió: «El efecto se duplica en su interior. El habitáculo es realmente suntuoso y se sitúa en el límite del estilo italiano, separando el minimalismo perfectamente proporcionado de la vulgaridad ostentosa y al estilo de las estrellas de rap de Versace». Una característica notable del interior fue el uso de molduras de madera de alta calidad ligeramente barnizada y magnesio fundido para la consola central. Horrell escribió: «Es mucho más satisfactorio usar un portavasos o un cenicero de metal sólido que una tapa de plástico ruidosa». Después de describir los cristales grabados de los instrumentos, que se destacaban por lo que él llamaba sus agujas "flotando en profundidad", Horrell concluyó que "parecía caro".

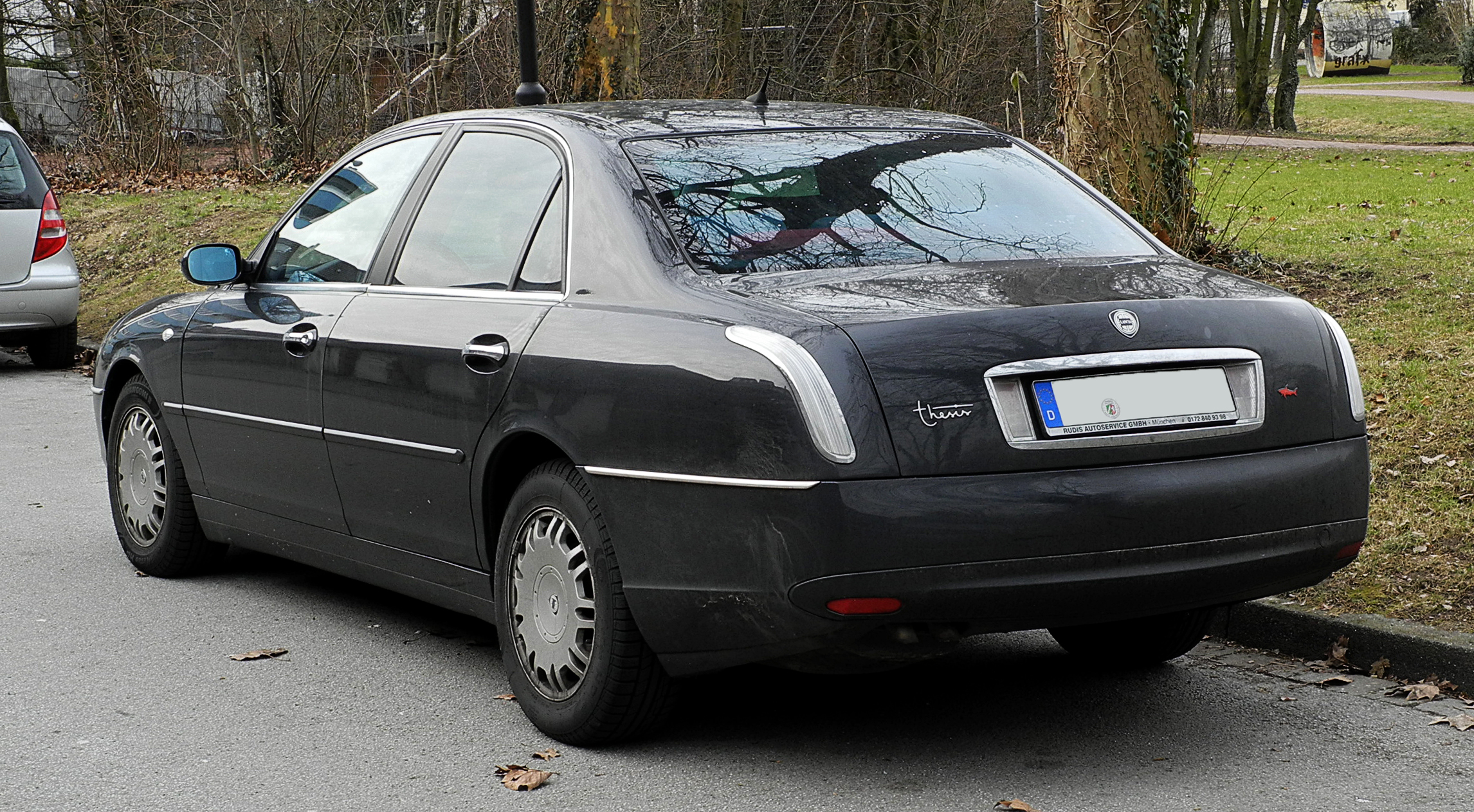
Vista trasera del Thesis

Lancia invirtió fuertemente en el Thesis. A diferencia de su predecesor, el Kappa, que compartía plataforma con el Alfa Romeo 166, el Thesis se diseñó con su propio chasis. En palabras de Horrell, el coche estaba equipado con una "complicada suspensión multibrazo de aluminio intensivo en ambos extremos, aumentada por amortiguadores adaptativos Mannesmann Sachs 'Skyhook'", que se utilizaron en el Maserati Spyder. Es el primer automóvil Lancia con control de crucero adaptativo por radar, fabricado por Bosch. El Thesis también fue el primer automóvil de producción en introducir un freno de estacionamiento eléctrico, aunque el nuevo BMW Serie 7, presentado el mismo año con un freno de estacionamiento eléctrico, técnicamente superó al Thesis en la producción.
Al describir la calidad de conducción, Horrell escribió: «Se nota que es un coche pesado, pero no hay problema en dejar que este [coche de prueba con motor V6] sude un poco. Su caja de cambios es atenta y suave. El motor, aunque más silencioso que en cualquier Alfa, es todo lo que se oye porque se han suprimido el ruido de la carretera y del viento. Lo mismo ocurre con los traqueteos. Es un coche compacto». Añadió: «La conducción del Thesis es simplemente fantástica. Absorbe grandes baches, independientemente de la velocidad. Sin embargo, no se produce ninguna sacudida en caso de apuro; los amortiguadores ajustables mantienen el movimiento de la carrocería bajo control. Son aún mejores cuando la tensión es lateral; considerando su suave comportamiento en línea recta, el balanceo en curvas está sorprendentemente bien controlado».
La principal crítica fue la dirección, considerada por Horrell demasiado ligera, y la ligera tendencia al subviraje, que provocaba la intervención del sistema ESP. En conclusión, Horrell resumió el Thesis como «mucho más precisa e incluso ágil de lo que debería ser». Los analistas de la época sugirieron que el coche era un buen producto en el segmento de mercado equivocado. Desde esta perspectiva, habría sido mejor ofrecer un vehículo en el rango de precios del Ford Mondeo en lugar del segmento más conservador, disputado por el BMW Serie 5 y el Mercedes Clase E.
El Thesis está equipado con la transmisión manual Comfortronic de 6 velocidades o la automática de 5 velocidades, disponible para todos los modelos excepto el 2.0. El interior está tapizado en cuero o en el Alcántara, un material similar al ante, tan apreciado por Lancia. El veredicto de Car fue: «Si Lancia se puede revolucionar, este es el coche ideal». A pesar de su completo nivel de equipamiento y de sus mejorados acabados, las ventas se mantuvieron muy por detrás de las de su predecesor, bastante lejos de la competencia debido a motivos como su extraño aspecto y su disposición de tracción delantera. Cuando el modelo se descontinuó a principios de 2009, solo se fabricaron 16.000 unidades. En 2011, la Thesis fue sustituida por un nuevo sedán insignia, basado en el Chrysler 300, rebautizado en Europa continental como Lancia Thema.

## Motorizaciones
| Modelo                  | Potencia                                 | Par motor                           | Cilindrada | Tipo de motor | Velocidad máxima     | 0–100 km/h (0–62 mph) (segundos) | Período    |
| ----------------------- | ---------------------------------------- | ----------------------------------- | ---------- | ------------- | -------------------- | -------------------------------- | ---------- |
| 2.0 Turbo 20V manual    | 185 CV (136,1 kW; 182,5 HP) at 5,500 rpm | 308 N·m (227,2 lb·pie) at 2,200 rpm | 1,998 cc   | 5 en línea    | 224 km/h (139,2 mph) | 8.9                              | hasta 2007 |
| 2.4 20V manual          | 170 CV (125 kW; 168 HP) at 6,000 rpm     | 226 N·m (166,7 lb·pie) at 3,500 rpm | 2,446 cc   | 5 en línea    | 217 km/h (134,8 mph) | 9.5                              | hasta 2007 |
| 2.4 20V automático      | 170 CV (125 kW; 168 HP) at 6,000 rpm     | 226 N·m (166,7 lb·pie) at 3,500 rpm | 2,446 cc   | 5 en línea    | 215 km/h (133,6 mph) | 10.9                             | hasta 2007 |
| 3.0 V6 24V automático   | 215 CV (158,1 kW; 212,1 HP) at 6,300 rpm | 263 N·m (194 lb·pie) at 5,000 rpm   | 2,959 cc   | V6            | 234 km/h (145,4 mph) | 9.2                              | hasta 2004 |
| 3.2 V6 24V automático   | 230 CV (169 kW; 227 HP) at 6,200 rpm     | 289 N·m (213,2 lb·pie) at 4,800 rpm | 3,179 cc   | V6            | 240 km/h (149,1 mph) | 8.8                              | hasta 2004 |
| 2.4 10V JTD             | 150 CV (110 kW; 148 HP) at 4,000 rpm     | 305 N·m (225 lb·pie) at 1,800 rpm   | 2,387 cc   | 5 en línea    | 206 km/h (128 mph)   | 10.1                             | hasta 2005 |
| 2.4 Multijet automático | 175 CV (128,7 kW; 172,6 HP) at 4,000 rpm | 330 N·m (243 lb·pie) @2000 rpm      | 2,387 cc   | 5 en línea    | 220 km/h (136,7 mph) | 9.8                              | 2003–2006  |
| 2.4 Multijet manual     | 175 CV (128,7 kW; 172,6 HP) at 4,000 rpm | 380 N·m (280 lb·pie) at 2,000 rpm   | 2,387 cc   | 5 en línea    | 225 km/h (139,8 mph) | 10.2                             | 2003–2006  |
| 2.4 Multijet automático | 185 CV (136,1 kW; 182,5 HP) at 4,000 rpm | 330 N·m (243 lb·pie) at 1,750 rpm   | 2,387 cc   | 5 en línea    | 222 km/h (137,9 mph) | 9.7                              | Desde 2006 |

| Urbano Extraurbano Combinado | 15.5 8.5 11.1 | 15.2 8.4 10.9 | 17.4 8.8 12.0 | 22.7 10.3 14.9 | 12.1 6.9 8.8 |
| Emisiones de CO2 g/km        | 264           | 260           | 286           | 355            | 234          |

## Ediciones únicas y especiales

### Thesis Stola S85

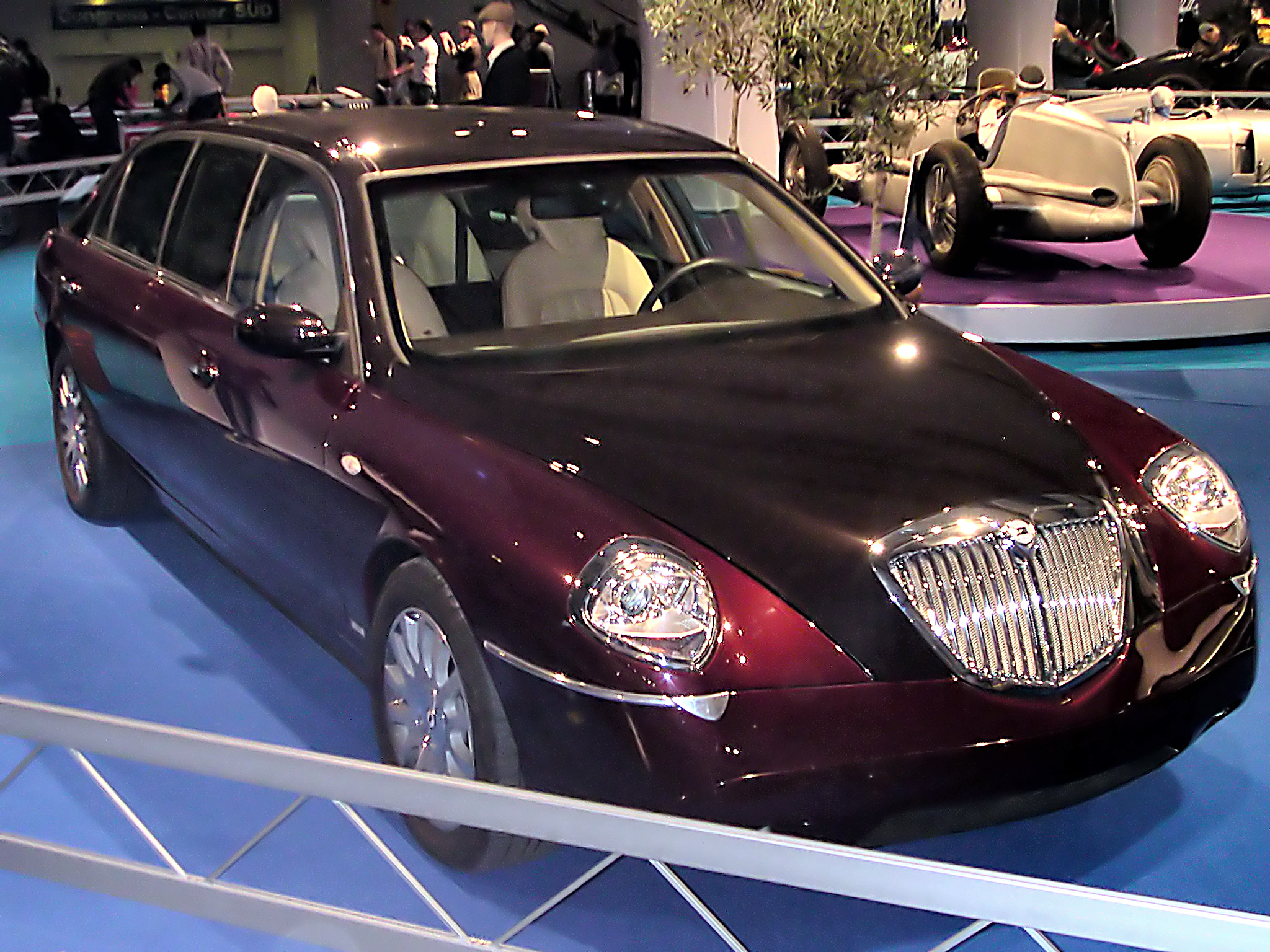
Stola S85

En el Salón del Automóvil de Ginebra de 2004 se presentó un prototipo de versión limusina alargada de 60 centímetros (23,6 plg), con una longitud de 5,49 m (216,1 plg). Fabricado por Stola, recibió el nombre de Stola S85 para celebrar el 85º aniversario de la empresa Stola.. El coche está equipado con un interior de cuero beige y asientos traseros con ajuste eléctrico. También cuenta con minibar con nevera, sistema multimedia con navegación GPS, acceso a internet, fax y reproductor de DVD. Con motor V6 de 230 CV (169 kW; 227 HP) y todas estas características adicionales, el automóvil convertido pesa 2030 kg (4475 lb), y puede acelerar de 0 a 100 km/h (62,1 mph) en 9.2 segundos, con una velocidad máxima de 230 km/h (143 mph).

## Galería

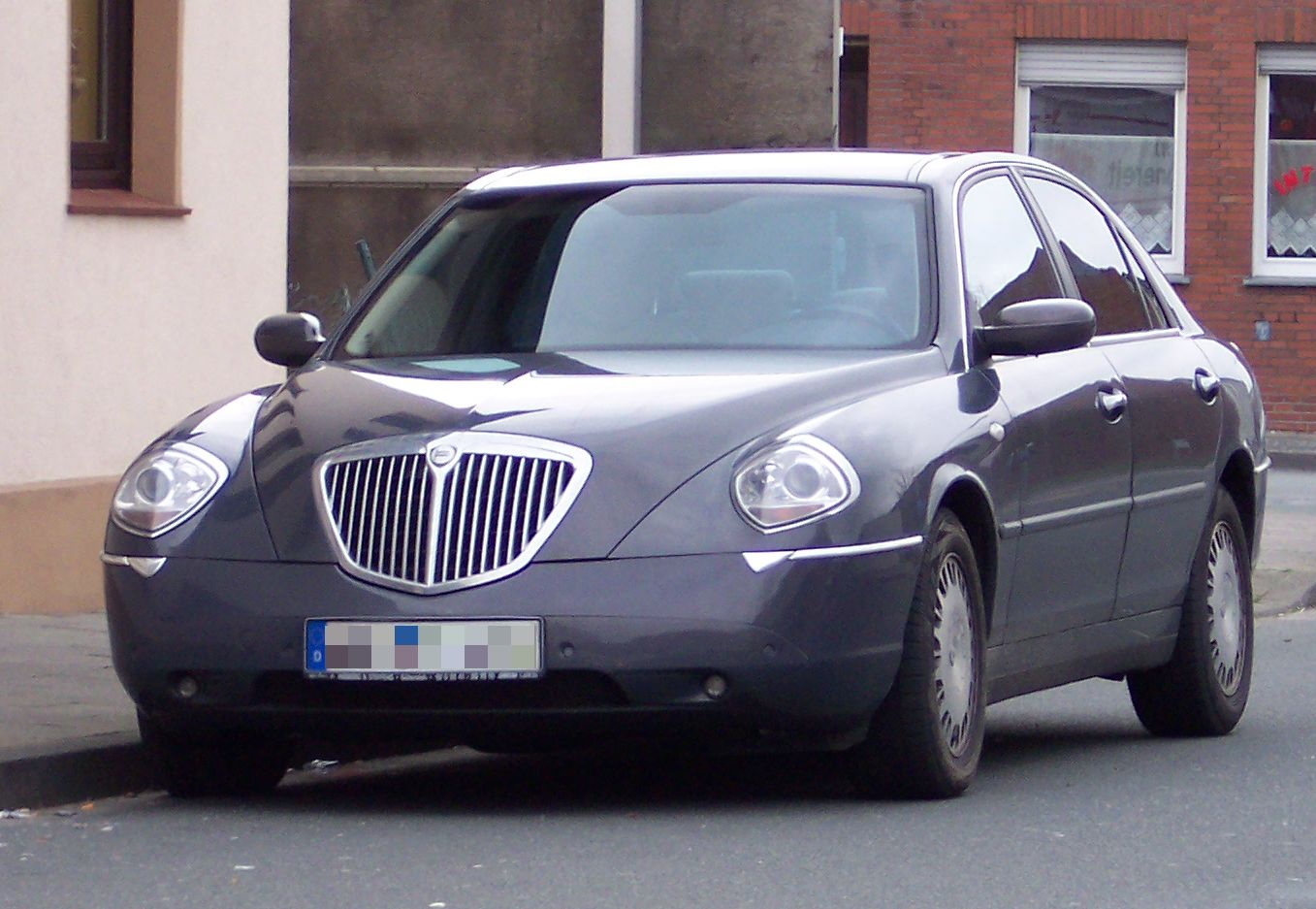
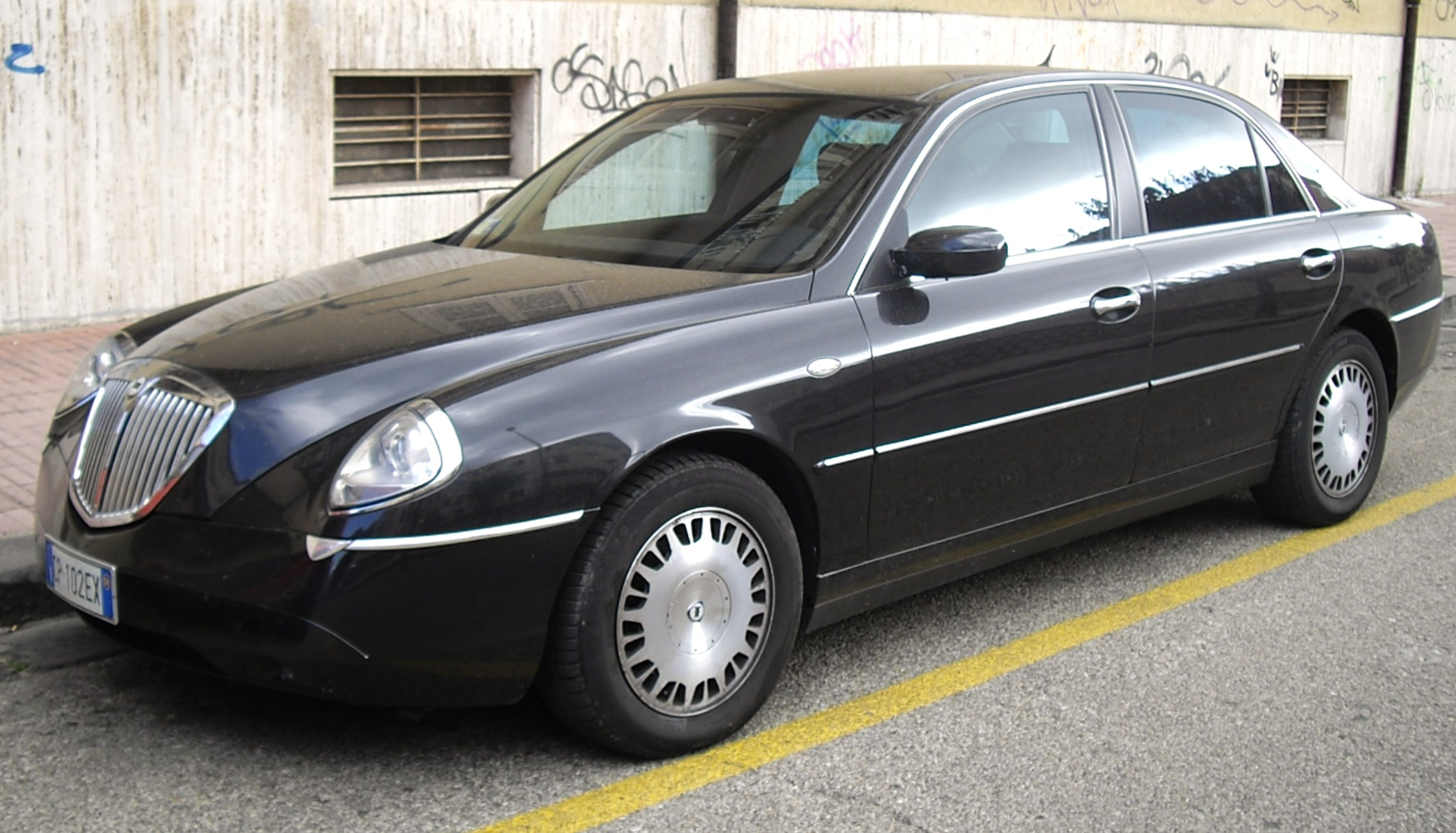
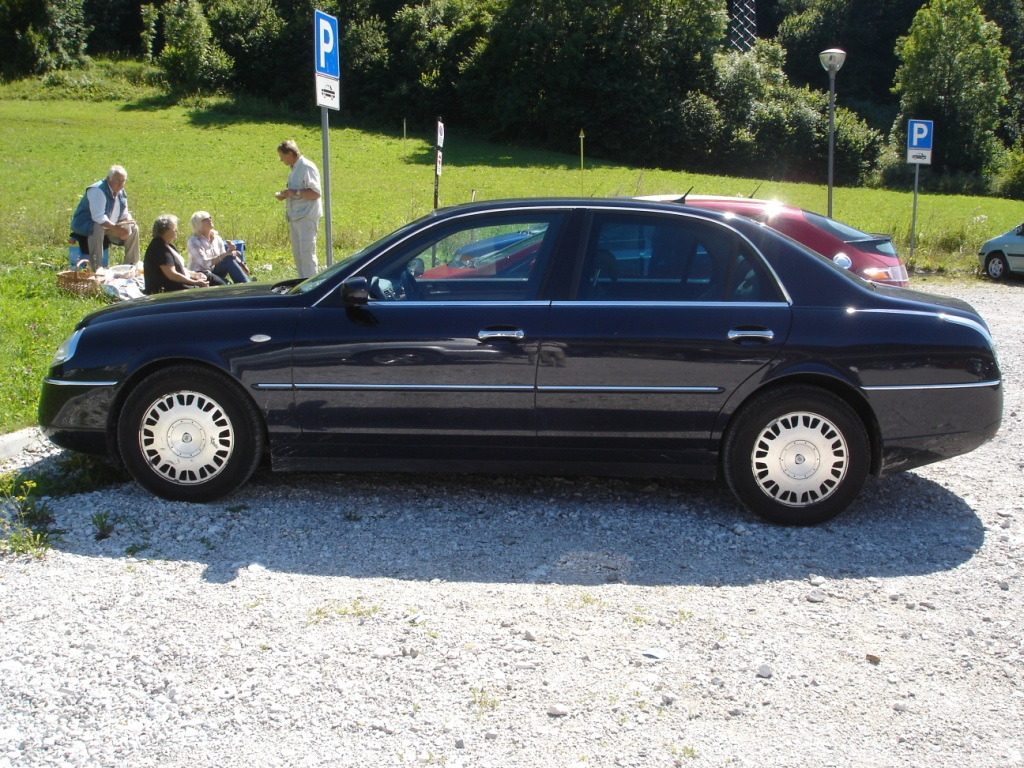
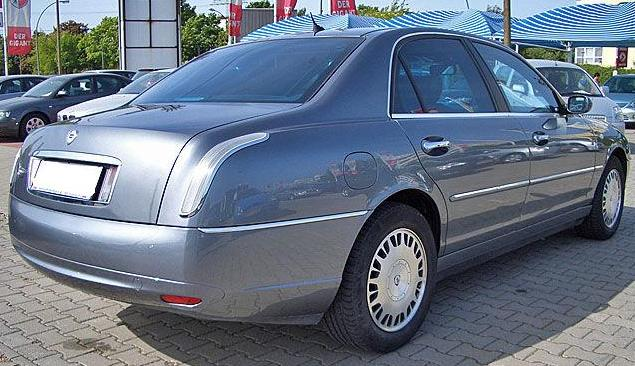
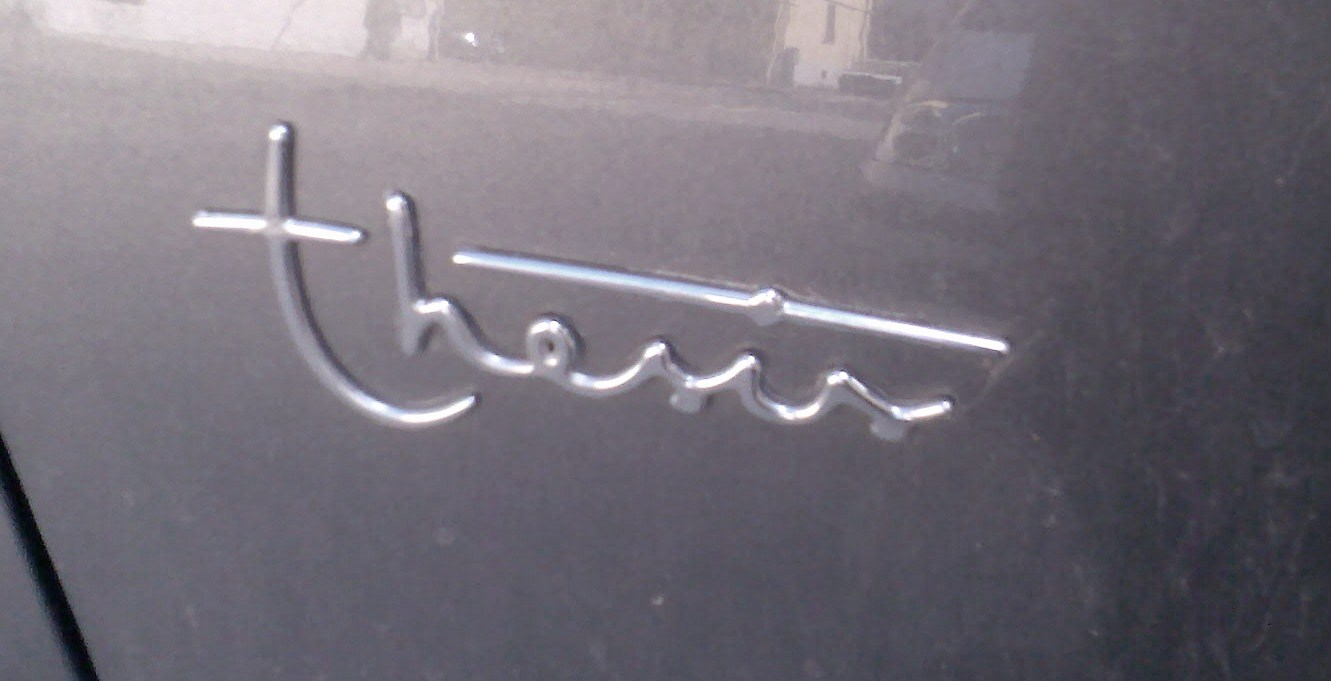
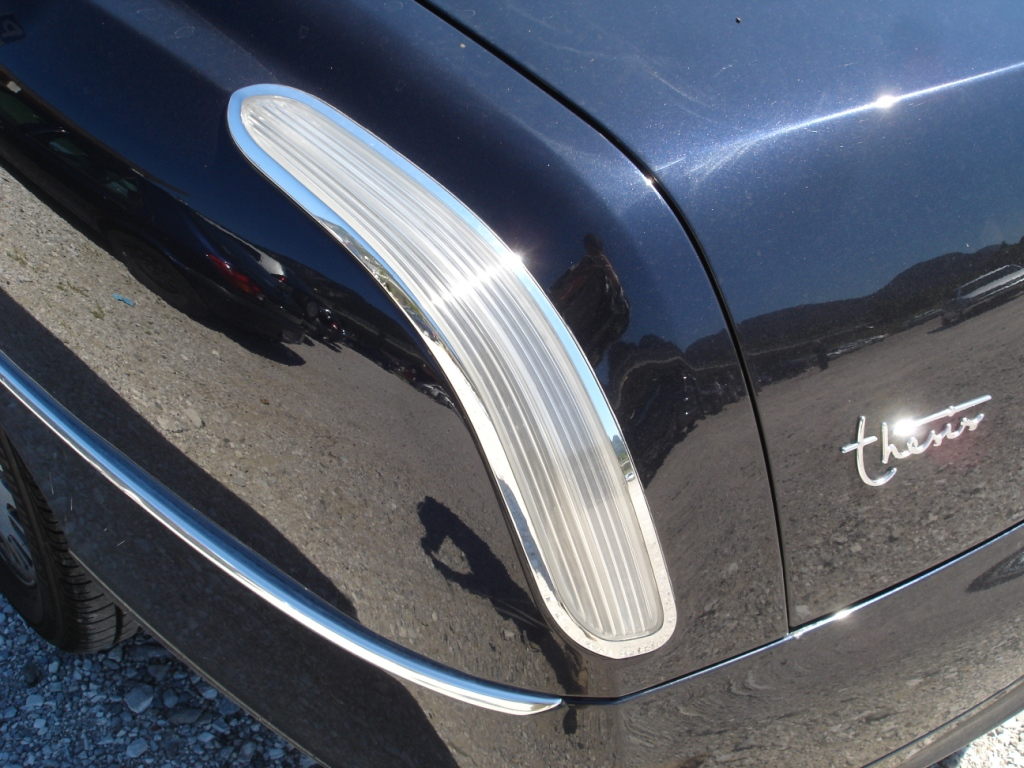
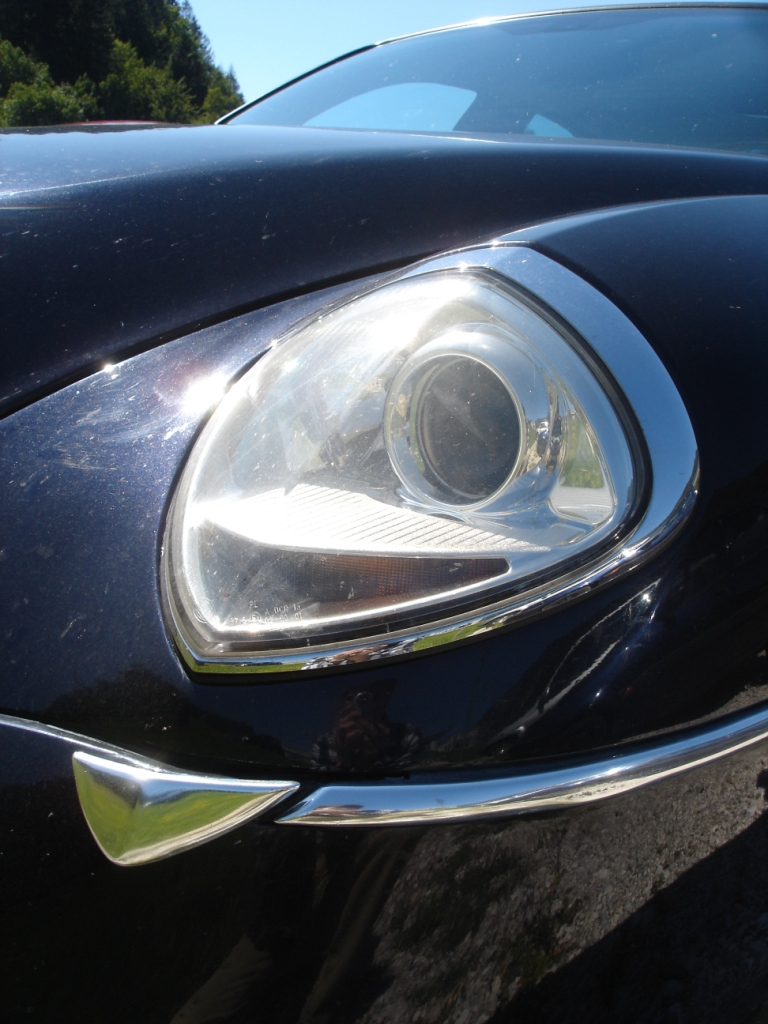
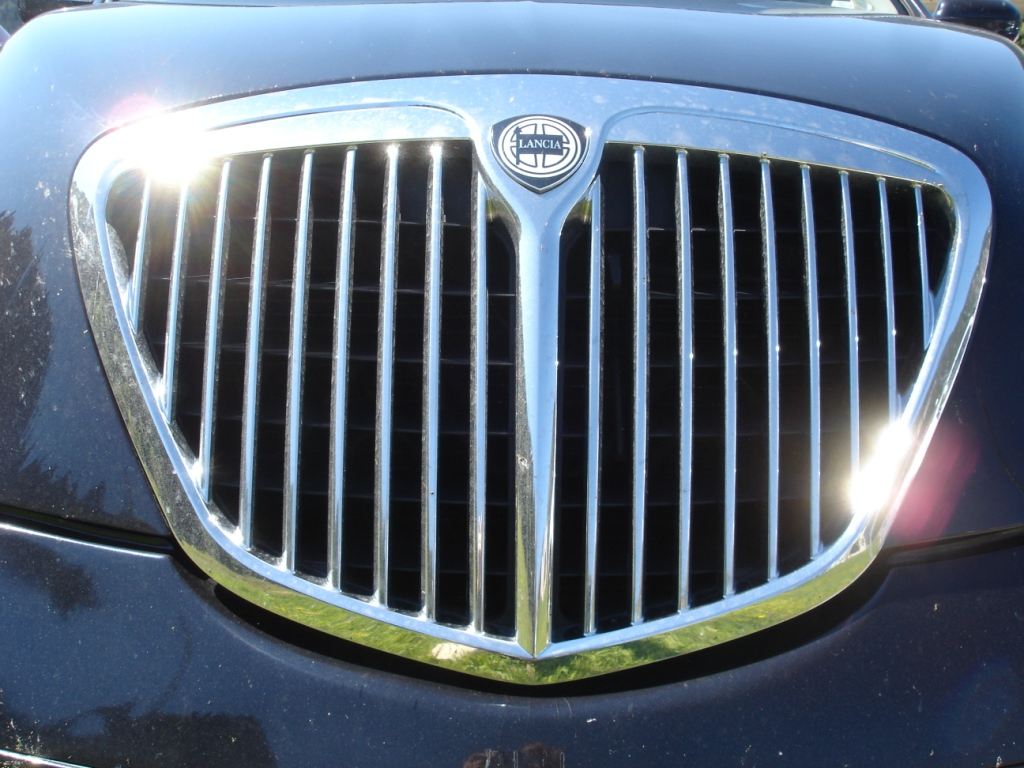
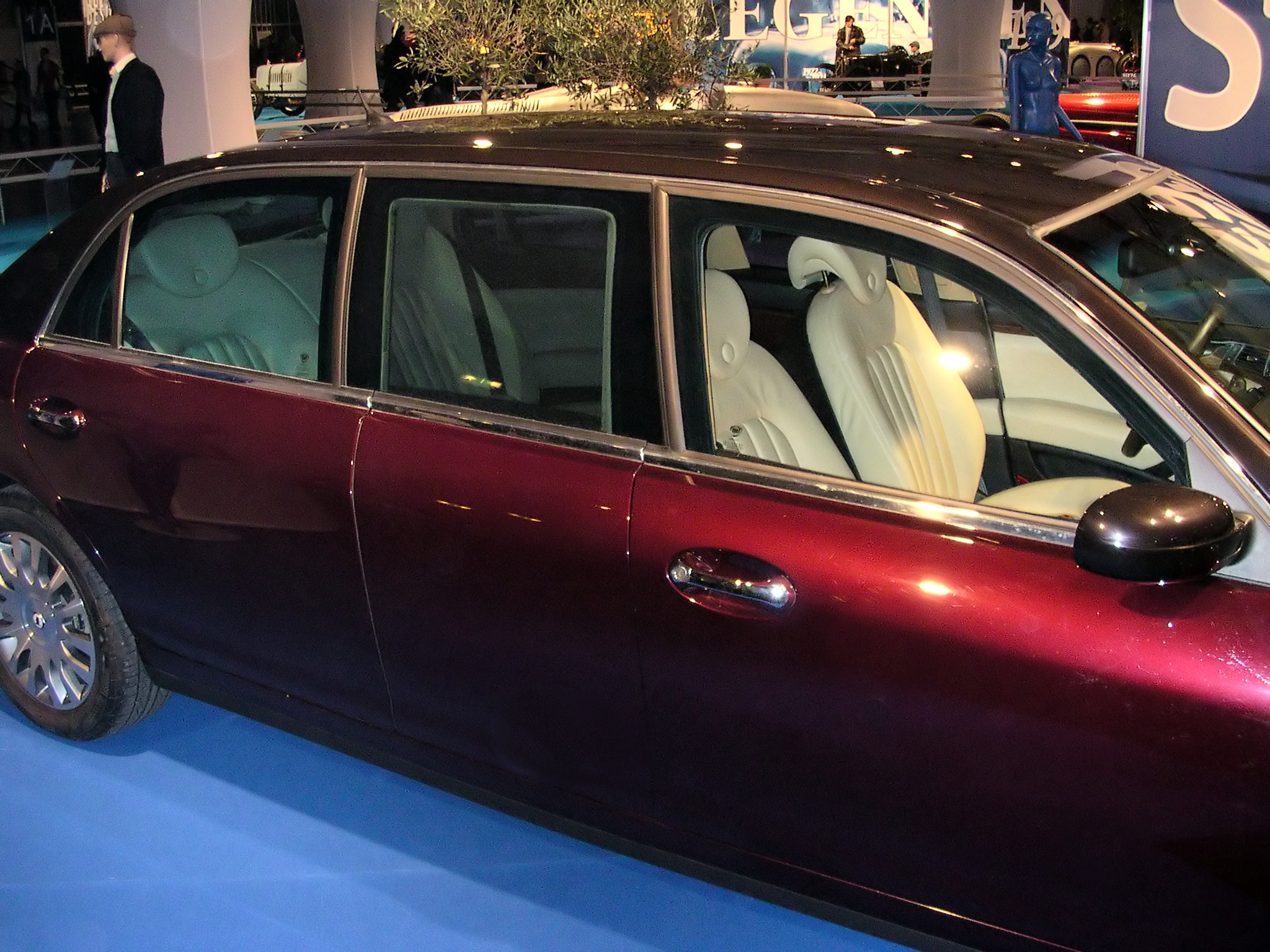
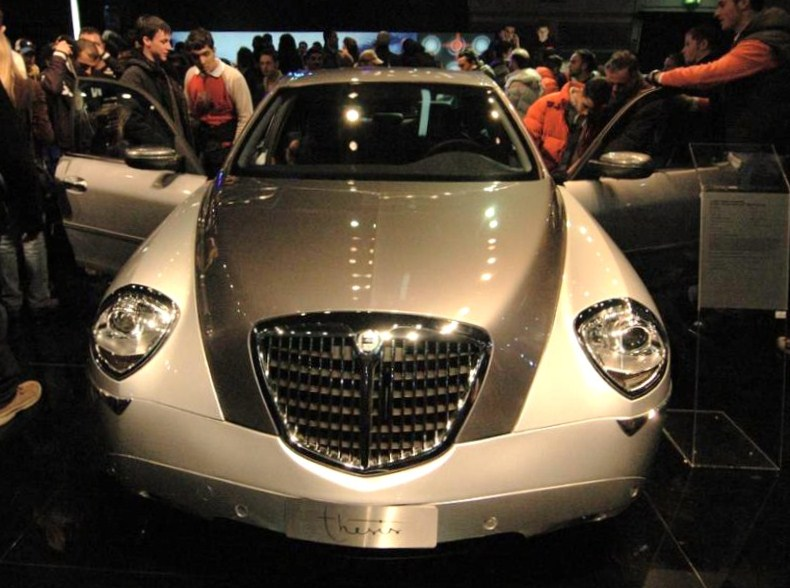
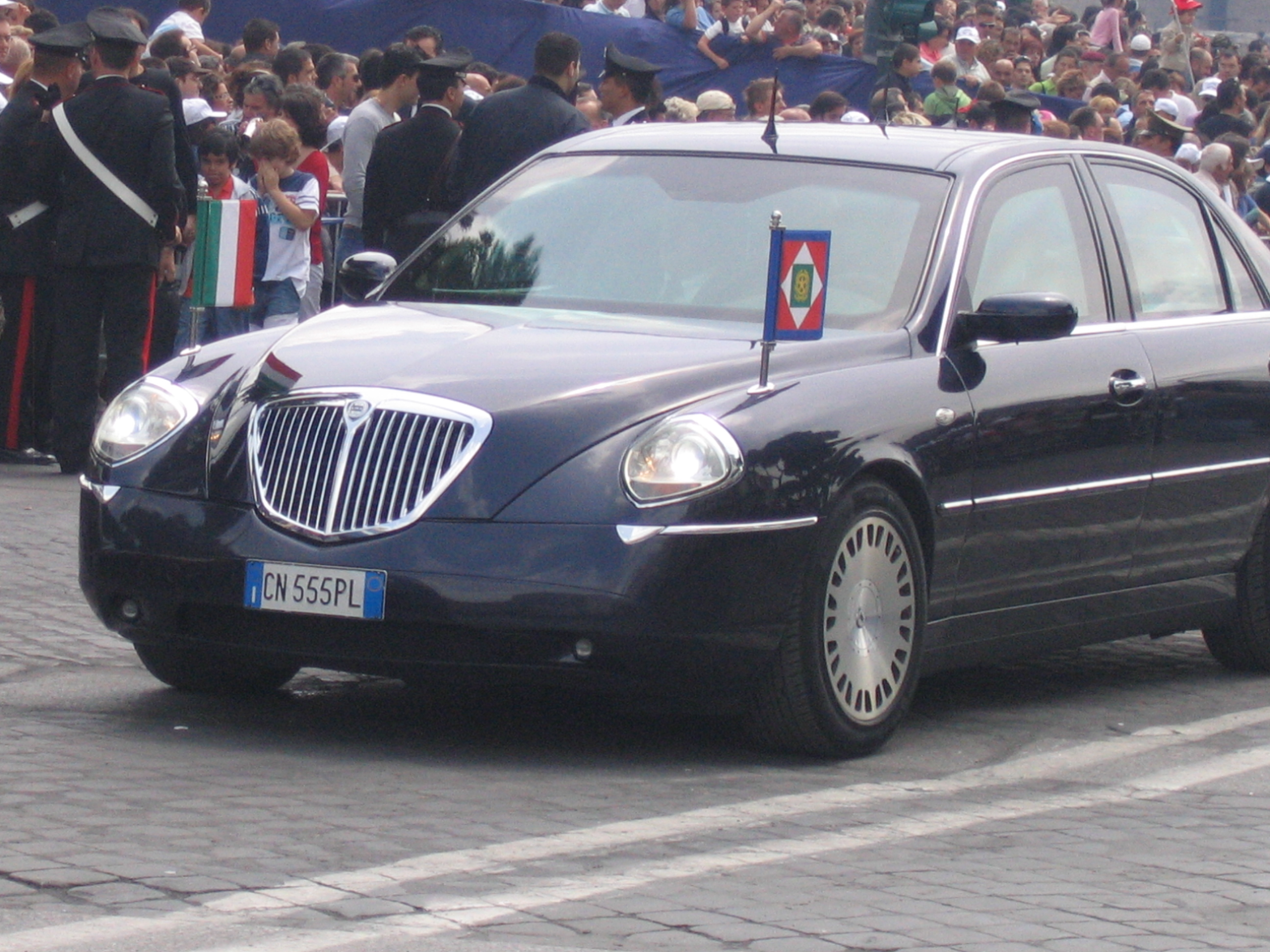